# Sogni mostruosamente proibiti
Sogni mostruosamente proibiti è un film del 1982 diretto da Neri Parenti, con protagonista Paolo Villaggio.
È ispirato dal racconto La vita segreta di Walter Mitty (The Secret Life of Walter Mitty) di James Thurber, da cui nel 1947 fu tratto il film Sogni proibiti.
È il terzo e ultimo film in cui Mike Bongiorno, che appare in uno dei sogni del protagonista, interpreta sé stesso, dopo Totò lascia o raddoppia? e C'eravamo tanto amati.

## Trama

Una delle visioni di Coniglio, concorrente di un quiz di Mike Bongiorno, accanto alla valletta Dalia.

Paolo Coniglio è un ingenuo e imbranato sceneggiatore in una casa editrice di fumetti, tiranneggiato dal direttore e dalla terribile futura suocera, madre di Marina, con cui Paolo è in procinto di sposarsi. Per sfuggire alla sua squallida routine quotidiana, si ritrova protagonista di vividissimi sogni a occhi aperti in compagnia di Dalia, la bella eroina degli albi che è incaricato di tradurre e di cui è perdutamente innamorato.
Nel corso delle sue visioni interpreta, con effetti tragicomici, popolari eroi della letteratura e dei fumetti, come Parsifal, Superman e Tarzan. Ogni volta il ritorno alla dura realtà è sempre più brusco, anche perché il disegnatore si ritrova a passare da una situazione all'altra senza riuscire a distinguere quelle fantastiche da quelle reali. Un giorno, facendo la spesa al supermercato, incontra un'affascinante ragazza bionda identica alla Dalia dei fumetti che lo coinvolge, suo malgrado, in un losco intrigo.
Coniglio si ritrova così inconsapevolmente in possesso di una scatola di cioccolatini al cui interno Dalia ha nascosto un microfilm che contiene la prova della colpevolezza dell'Ing. Fonseca, potente boss della malavita dalla doppia vita insospettabile. Coniglio diviene così il bersaglio dei suoi sicari, che arrivano a rapire Dalia ma con l'aiuto rocambolesco della polizia capitanata dal commissario Rovere, il quale era sempre stato riluttante nei confronti delle visioni di Coniglio, riesce a liberare la donna dalle grinfie di Fonseca che viene immediatamente arrestato assieme alla sua banda, riuscendo finalmente a baciare l'amata Dalia, ma la bellissima donna si trasforma nella classica ranocchia delle fiabe incontrata proprio all'inizio del film in uno dei suoi sogni "mostruosamente proibiti", quindi Paolo, che in precedenza ha mandato a quel paese Marina e sua madre proprio il giorno del matrimonio, rimane con un pugno di mosche e il film si chiude come si era aperto, con il dubbio se la bellissima Dalia sia soltanto un sogno del protagonista o una creatura realmente esistente.

## Riprese
La pellicola è stata girata a Roma e nel suo hinterland. Fra i luoghi principali si possono ricordare:
- la prefettura in via Ostiense, ovvero l'edificio (con l'inerente parcheggio) dove lavora il protagonista;
- l'Hotel JOLLY MIDAS PALACE (oggi JOLLY HOTEL MIDAS), sito fra via Aurelia 800 e Via Raffaello Sardiello;
- Villa Ireland in via Pietro Raimondi, la villa del boss Fonseca;
- le cascate della Mola di Formello, nel Parco regionale di Veio a Formello;
- il Gran Hotel Nos Feratu (ai tempi Villa Colli ed oggi Daniel’s Sporting Club), l'abitazione del protagonista, della fidanzata e della madre di lei, a Grottaferrata;
- il commissariato di polizia sito in piazza Pio XI;
- via Ulisse Aldrovandi, di fronte a uno dei cancelli d'ingresso del parco di Villa Borghese, scena del tentato furto dell'auto;
- la villa dove vive il cieco sita in via Pietro Raimondi, già utilizzata in Una ragazza piuttosto complicata;
- il supermercato Standa dove entra Paolo Coniglio in tenuta da tennis per effettuare il rilancio della palla, si trova a Via Acquedotto del Peschiera, 157 Roma, in zona Monte Mario-Trionfale, dove oggi ha sede quello con insegna OVS;
- la Chiesa della Gran Madre di Dio, situata in piazza di Ponte Milvio;
- la Chiesa del Sacro Cuore a Grottaferrata, per la scena del mancato matrimonio;
- il Teatro dell'Opera, dove Coniglio e Dalia si nascondono dai sicari, ovvero il Teatro Brancaccio;
- l'odierno Centro Commerciale Panorama lungo la via Aurelia, il supermercato utilizzato per le scene dell'incontro fra Coniglio e Dalia;
- il passaggio della volante della Polizia in piazza di Santa Prisca;
- la scena del sogno di Coniglio nei panni di Superman, dove fu utilizzata una delle torri del Ministero delle Finanze in zona EUR;
- la palazzina dell'avvocato Bauer in via Nicolò Piccolomini;
- l'armeria in piazza Pietro Thouar.